# 1991-es kupagyőztesek Európa-kupája-döntő
Az 1991-es kupagyőztesek Európa-kupája-döntőben, a KEK 31. döntőjében az angol Manchester United, és a spanyol Barcelona mérkőzött Rotterdamban. A mérkőzést a Manchester 2–1-re nyerte.
Az angol csapat részt vehetett az 1991-es UEFA-szuperkupa döntőjében.

## A mérkőzés
| 1991. május 15. 20:15 |

| Manchester United | 2–1 (h. u.) | Barcelona  |
| ----------------- | ----------- | ---------- |
| Hughes 67' 74'    | (0–0)       | Koeman 79' |

| Feijenoord Stadion, Rotterdam Nézőszám: 43 500 Játékvezető: Bo Karlsson (svéd) |

| MANCHESTER UNITED: |    |                   |     |
|                    |    |                   |     |
| GK                 | 1  | Les Sealey        |     |
| RB                 | 2  | Denis Irwin       |     |
| LB                 | 3  | Clayton Blackmore |     |
| CB                 | 4  | Steve Bruce       |     |
| RM                 | 5  | Mike Phelan       |     |
| CB                 | 6  | Gary Pallister    |     |
| CM                 | 7  | Bryan Robson      | 78' |
| CM                 | 8  | Paul Ince         |     |
| SS                 | 9  | Brian McClair     |     |
| CF                 | 10 | Mark Hughes       |     |
| LM                 | 11 | Lee Sharpe        |     |
| Cserék:            |    |                   |     |
| DF                 | 12 | Mal Donaghy       |     |
| GK                 | 13 | Gary Walsh        |     |
| MF                 | 14 | Neil Webb         |     |
| FW                 | 15 | Mark Robins       |     |
| FW                 | 16 | Danny Wallace     |     |
| Vezetőedző:        |    |                   |     |
| Alex Ferguson      |    |                   |     |

| BARCELONA:    |    |                     |     |     |
|               |    |                     |     |     |
| GK            | 1  | Carles Busquets     |     |     |
| RB            | 2  | Nando               | 84′ |     |
| CB            | 3  | José Ramón Alexanko |     | 72' |
| DM            | 4  | Ronald Koeman       |     |     |
| LB            | 5  | Albert Ferrer       |     |     |
| CM            | 6  | José Mari Bakero    | 76' |     |
| RM            | 7  | Andoni Goikoetxea   |     |     |
| CM            | 8  | Eusebio             |     |     |
| CF            | 9  | Julio Salinas       |     |     |
| CF            | 10 | Michael Laudrup     |     |     |
| LM            | 11 | Txiki Begiristain   |     |     |
| Cserék:       |    |                     |     |     |
| FW            | 12 | Ricardo Serna       |     |     |
| GK            | 13 | Jesús Angoy         |     |     |
| DF            | 14 | Miquel Soler        |     |     |
| FW            | 15 | Sebastián Herrera   |     |     |
| MF            | 16 | Antonio Pinilla     |     | 72' |
| Vezetőedző:   |    |                     |     |     |
| Johan Cruijff |    |                     |     |     |

| Az 1990–1991-es kupagyőztesek Európa-kupája győztese |
| ---------------------------------------------------- |
| Manchester United 1. cím                             |

## Lásd még
- 1990–1991-es bajnokcsapatok Európa-kupája
- 1990–1991-es UEFA-kupa
- 1991-es UEFA-szuperkupa